# Херсонская телебашня
Херсонская телебашня (укр. Херсонська телевежа) — цельнометаллическая пространственная решетчатая телевизионная башня в Херсоне. Была самым высоким строением Херсонской области: высота шпиля — около 194 метров, высота антенны — 200 метров. Использовалась для телевещания.
С 1959 года поблизости существовала телемачта высотой 147 метров. В связи с вводом в строй новой башни в 2005 году предыдущая частично разобрана. Строительство вышки началось в 1991 году и завершилось в 1994. В 2022 году взорвана российскими войсками, вторгшимися на Украину.

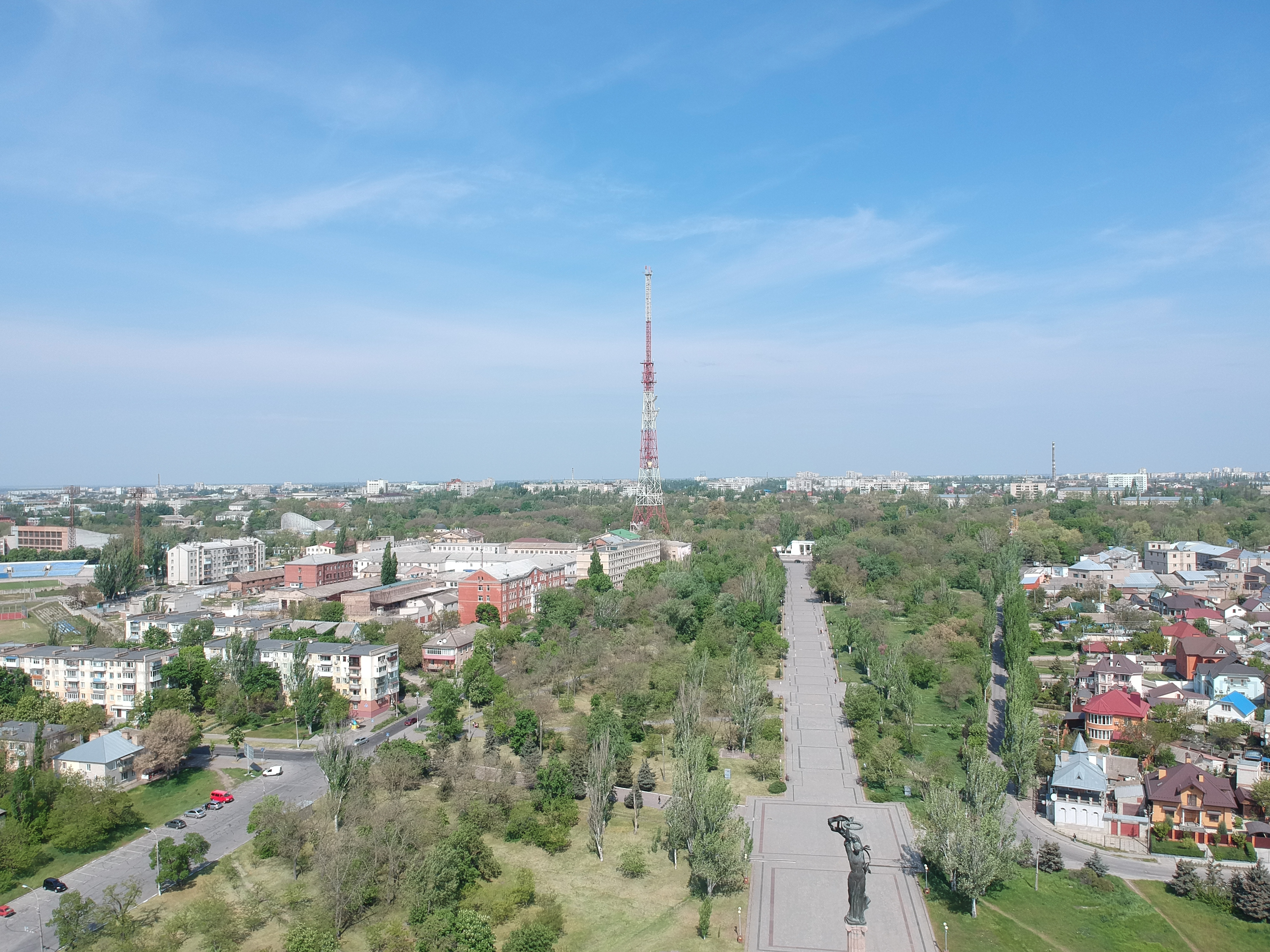
Вид на телебашню со стороны реки Днепр

## События
Вечером 3 марта 2022 года, во время боёв за Херсон в ходе вторжения России в Украину, российские войска заняли телебашню. Вещание украинских телеканалов было прекращено.
С 20 апреля 2022 года в эфире начали появляться российские телеканалы. 22 апреля вещание стали осуществлять все российские телеканалы первого и второго мультиплекса.
27 апреля был нанесён удар по Херсону, один из которых пришёлся на телевышку. Вещание российских телеканалов, по словам местных жителей, было прервано. Однако телебашня не получила значительных повреждений.
В ноябре 2022 года башня вместе с телевизионным центром была подорвана российскими военными при отступлении из Херсона.

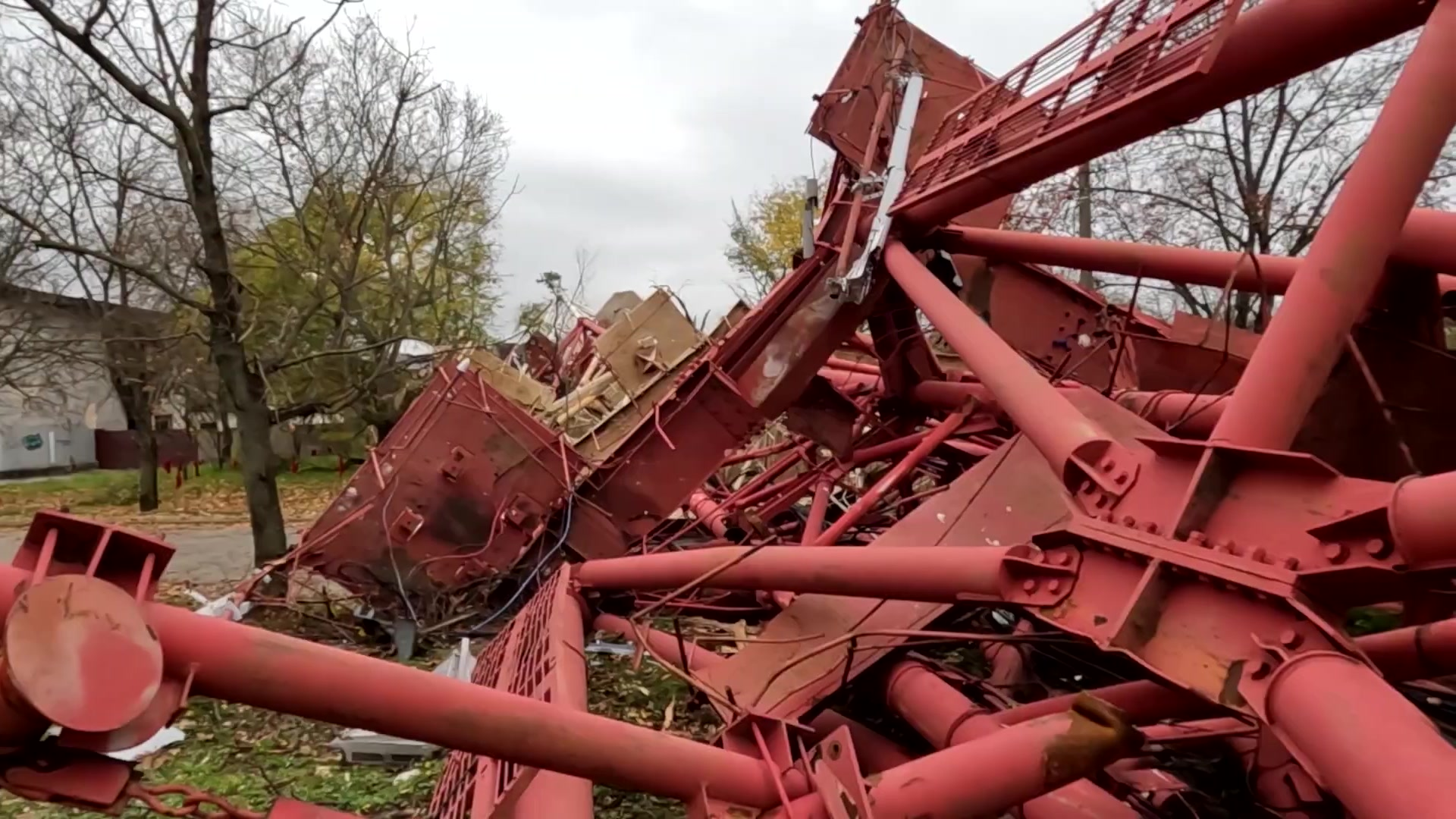
Руины башни